# Dansk Melodi Grand Prix
El Gran Premio de la Canción Danesa (en danés: Dansk Melodi Grand Prix o Dansk MGP) es una competición musical de carácter anual organizada por el ente de radiodifusión público danés Danmarks Radio. Se realiza desde 1957 y determina al representante de Dinamarca en el Festival de la Canción de Eurovisión. A pesar de que durante su historia ha producido tres ganadores del certamen europeo (1963, 2000 y 2013) y una buena cantidad de representantes situados entre los cinco primeros puestos, no ha tenido un impacto considerable dentro de las listas de popularidad danesas.

## Historia

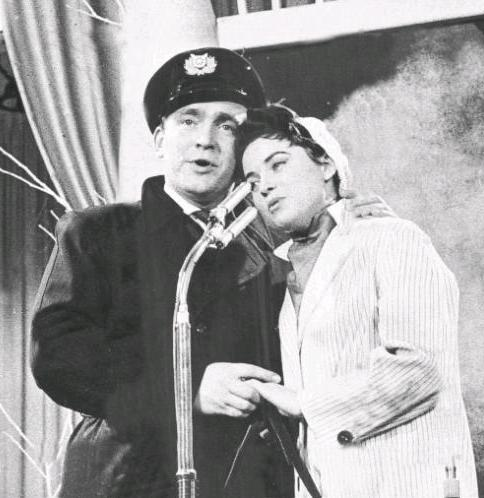
Birthe Wilke y Gustav Winckler fueron los primeros ganadores del Dansk MGP en 1957.

En 1957, la Danmarks Radio decide organizar un concurso para elegir al representante danés para el segundo Festival de la Canción de Eurovisión. El evento, llamado Gran Premio de la Canción Danesa consistió en 6 canciones (enviadas previamente a la corporación pública), de las cuales un jurado compuesto por diez personas elegía una, la cual se daría por ganadora. Los primeros ganadores y representantes del país fueron Birthe Wilke y Gustav Winckler con la canción «Skibet skal sejle i nat» («El barco zarpará esta noche»). Su presentación fue controvertida para la época, debido a que se dieron un apasionado beso durante 11 segundos tras el final de la canción. A pesar del episodio, la pareja logró un considerable tercer puesto en el certamen.
En 1963, Dinamarca obtuvo su primera victoria en el Festival de Eurovisión con Grethe & Jørgen Ingmann, quienes interpretaron «Dansevise». Sin embargo, nuevamente surgió la controversia para Dinamarca. Después de que el portavoz noruego diera los votos, Katie Boyle, la anfitriona del certamen, expresó que los votos no se habían oído correctamente por lo que nuevamente tuvieron que emitirse, cambiando el resultado del concurso y dándole la victoria a Dinamarca en desmedro de Suiza.
La dinámica de selección de los ganadores del Dansk MGP fue la misma hasta 1966. Ese año, y debido a los malos resultados que obtuvo Ulla Pia, quien obtuvo el 14.º lugar en el Festival de Eurovisión 1966, la Danmarks Radio decide retirarse del festival europeo y dejar de realizar el Gran Premio de la Canción Danesa de forma indefinida. Según ejecutivos de la época, el festival danés «no proporcionaba entretenimiento de calidad».
Finalmente, y en 1978, tras 12 años, se decide volver a realizar el Gran Premio de la Canción Danesa, saliendo vencedora la banda Mabel con la canción «Boom Boom». A partir de ese año, el certamen se realizó anualmente, salvo algunas interrupciones en 1994 (debido a los malos resultados obtenidos en Eurovisión 1993), 1998 (debido a que no clasificó en las rondas pre-eliminatorias para el certamen de ese año) y 2003 (debido a que Malene Mortensen obtuvo el último lugar en la edición de 2002).
Durante la última década se han hecho varios cambios al formato del certamen danés. En 2004, se introdujo una semifinal y debido a la ausencia de Dinamarca en el festival de 2003, la representación danesa de 2004, Thomas Thordarsson, tuvo que tomar parte en el festival de 2004. Su canción «Shame on You», no llegó a la final, acabando 13.º entre 22 concursantes.
En 2005, permitieron a los artistas cantar en otro idioma que no fuera danés. Muchas de las entradas que se hicieron ese año fueron inglesas, aun así, la canción ganadora fue cantada en danés. Jakob Sveistrup ganó el concurso con su canción «Tænder på dig». Fue reescrita más tarde para el Festival de la Canción de Eurovisión 2005 en inglés a «Talking to You». Al contrario que en la anterior edición, Dinamarca se aseguró un puesto en la final, acabando tercera en la semifinal. En la final acabó noveno, garantizando a Dinamarca un puesto en el festival de la canción de Eurovisión 2006. Un año más tarde, Sidsel Ben Semmane cantó «Twist of Love» en la final, y acabó 18.º de 24 concursantes.

## Ganadores del festival
| Año  | Canción                                                               | Artista                        | Compositores                                                                | Eurovisión               | Eurovisión         | Eurovisión         | Eurovisión                  | Eurovisión                  | Eurovisión |
| Año  | Canción                                                               | Artista                        | Compositores                                                                | Canción                  | Final              | Puntos             | Semifinal                   | Puntos                      |            |
| ---- | --------------------------------------------------------------------- | ------------------------------ | --------------------------------------------------------------------------- | ------------------------ | ------------------ | ------------------ | --------------------------- | --------------------------- | ---------- |
| 1957 | Skibet skal sejle i nat (El barco zarpará esta noche)                 | Birthe Wilke y Gustav Winckler | Erik Fiehn Poul Sørensen                                                    |                          | 3                  | 10                 | Sin semifinal               | Sin semifinal               |            |
| 1958 | Jeg rev et blad ud af min dagbog (Yo tiré una página de mi diario)    | Raquel Rastenni                | Sven Ulrik Harry Jensen                                                     |                          | 8                  | 3                  | Sin semifinal               | Sin semifinal               |            |
| 1959 | Uh, jeg ville ønske jeg var dig (Oh, desearía que fueras tú)          | Birthe Wilke                   | Otto Lington Carl Andersen                                                  |                          | 5                  | 12                 | Sin semifinal               | Sin semifinal               |            |
| 1960 | Det var en yndig tid (Fue una época solitaria)                        | Katy Bødtger                   | Vilfred Kjær Sven Buemann                                                   |                          | 10                 | 4                  | Sin semifinal               | Sin semifinal               |            |
| 1961 | Angelique                                                             | Dario Campeotto                | Aksel V. Rasmussen                                                          |                          | 5                  | 12                 | Sin semifinal               | Sin semifinal               |            |
| 1962 | Vuggevise (Canción de cuna)                                           | Ellen Winther                  | Kjeld Bonfils Sejr Volmer-Sørensen                                          |                          | 10                 | 2                  | Sin semifinal               | Sin semifinal               |            |
| 1963 | Dansevise (Balada para bailar)                                        | Grethe y Jørgen Ingmann        | Otto Francker Sejr Volmer-Sørensen                                          |                          | 1                  | 42                 | Sin semifinal               | Sin semifinal               |            |
| 1964 | Sangen om dig (Canción sobre ti)                                      | Bjørn Tidmand                  | Aksel V. Rasmussen Mogens Dam                                               |                          | 9                  | 4                  | Sin semifinal               | Sin semifinal               |            |
| 1965 | For din skyld (Por tu bien)                                           | Birgit Brüel                   | Jørgen Jersild Poul Henningsen                                              |                          | 7                  | 10                 | Sin semifinal               | Sin semifinal               |            |
| 1966 | Stop - mens legen er go' (Para - mientras vaya bien)                  | Ulla Pia                       | Erik Kåre                                                                   |                          | 14                 | 4                  | Sin semifinal               | Sin semifinal               |            |
| 1967 | No se celebró                                                         | No se celebró                  | No se celebró                                                               | No se celebró            | No se celebró      | No se celebró      | No se celebró               | No se celebró               |            |
| 1968 | No se celebró                                                         | No se celebró                  | No se celebró                                                               | No se celebró            | No se celebró      | No se celebró      | No se celebró               | No se celebró               |            |
| 1969 | No se celebró                                                         | No se celebró                  | No se celebró                                                               | No se celebró            | No se celebró      | No se celebró      | No se celebró               | No se celebró               |            |
| 1970 | No se celebró                                                         | No se celebró                  | No se celebró                                                               | No se celebró            | No se celebró      | No se celebró      | No se celebró               | No se celebró               |            |
| 1971 | No se celebró                                                         | No se celebró                  | No se celebró                                                               | No se celebró            | No se celebró      | No se celebró      | No se celebró               | No se celebró               |            |
| 1972 | No se celebró                                                         | No se celebró                  | No se celebró                                                               | No se celebró            | No se celebró      | No se celebró      | No se celebró               | No se celebró               |            |
| 1973 | No se celebró                                                         | No se celebró                  | No se celebró                                                               | No se celebró            | No se celebró      | No se celebró      | No se celebró               | No se celebró               |            |
| 1974 | No se celebró                                                         | No se celebró                  | No se celebró                                                               | No se celebró            | No se celebró      | No se celebró      | No se celebró               | No se celebró               |            |
| 1975 | No se celebró                                                         | No se celebró                  | No se celebró                                                               | No se celebró            | No se celebró      | No se celebró      | No se celebró               | No se celebró               |            |
| 1976 | No se celebró                                                         | No se celebró                  | No se celebró                                                               | No se celebró            | No se celebró      | No se celebró      | No se celebró               | No se celebró               |            |
| 1977 | No se celebró                                                         | No se celebró                  | No se celebró                                                               | No se celebró            | No se celebró      | No se celebró      | No se celebró               | No se celebró               |            |
| 1978 | Boom Boom                                                             | Mabel                          | Peter Nielsen Andy Kulmbak Michael Trempenau Christian Have                 |                          | 16                 | 13                 | Sin semifinal               | Sin semifinal               |            |
| 1979 | Disco Tango                                                           | Tommy Seebach                  | Tommy Seebach Keld Heick                                                    |                          | 6                  | 76                 | Sin semifinal               | Sin semifinal               |            |
| 1980 | Tænker altid på dig (Siempre pensando en ti)                          | Bamses Venner                  | Bjarne Gren Jensen Flemming Jørgensen                                       |                          | 14                 | 25                 | Sin semifinal               | Sin semifinal               |            |
| 1981 | Krøller eller ej (Pelo rizado o no)                                   | Tommy Seebach y Debbie Cameron | Tommy Seebach Keld Heick                                                    |                          | 11                 | 41                 | Sin semifinal               | Sin semifinal               |            |
| 1982 | Video, Video                                                          | Brixx                          | Jens Brixtofte                                                              |                          | 17                 | 5                  | Sin semifinal               | Sin semifinal               |            |
| 1983 | Kloden drejer (El planeta está girando)                               | Gry Johansen                   | Flemming Gernyx Lars Christensen Christian Jacobsen Billy Cross             |                          | 17                 | 16                 | Sin semifinal               | Sin semifinal               |            |
| 1984 | Det' lige det (De eso se trata)                                       | Hot Eyes                       | Søren Bundgaard Keld Heick                                                  |                          | 4                  | 101                | Sin semifinal               | Sin semifinal               |            |
| 1985 | Sku' du spørg' fra no'en? (¿Te gustaría saber?)                       | Hot Eyes                       | Søren Bundgaard Keld Heick                                                  |                          | 11                 | 41                 | Sin semifinal               | Sin semifinal               |            |
| 1986 | Du er fuld af løgn (Estás lleno de mentiras)                          | Lise Haavik                    | John Hatting                                                                |                          | 6                  | 77                 | Sin semifinal               | Sin semifinal               |            |
| 1987 | En lille melodi (Una pequeña melodía)                                 | Anne-Cathrine Herdorf & Bandjo | Helge Engelbrecht Jacob Jonia                                               |                          | 5                  | 83                 | Sin semifinal               | Sin semifinal               |            |
| 1988 | Ka' du se hva' jeg sa'? (¿No lo ves? Es lo que te dije)               | Hot Eyes                       | Søren Bundgaard Keld Heick                                                  |                          | 3                  | 92                 | Sin semifinal               | Sin semifinal               |            |
| 1989 | Vi maler byen rød (Estamos pintando la ciudad de rojo)                | Birthe Kjær                    | Søren Bundgaard Keld Heick                                                  |                          | 3                  | 111                | Sin semifinal               | Sin semifinal               |            |
| 1990 | Hallo Hallo (Hola, hola)                                              | Lonnie Devantier               | John Hatting Torben Lendager Keld Heick                                     |                          | 8                  | 64                 | Sin semifinal               | Sin semifinal               |            |
| 1991 | Lige der hvor hjertet slår (Donde late el corazón)                    | Anders Frandsen                | Michael Elo                                                                 |                          | 19                 | 8                  | Sin semifinal               | Sin semifinal               |            |
| 1992 | Alt det som ingen ser (Todas las cosas que nadie ve)                  | Kenny Lübcke y Lotte Nilsson   | Carsten Warming                                                             |                          | 12                 | 47                 | Sin semifinal               | Sin semifinal               |            |
| 1993 | Under stjernerne på himlen (Bajo las estrellas del cielo)             | Tommy Seebach Band             | Carsten Warming                                                             |                          | 22                 | 9                  | Sin semifinal               | Sin semifinal               |            |
| 1994 | No se celebró                                                         | No se celebró                  | No se celebró                                                               | No se celebró            | No se celebró      | No se celebró      | No se celebró               | No se celebró               |            |
| 1995 | Fra Mols til Skagen (De Mols a Skagen)                                | Aud Wilken                     | Lise Cabble Mette Mathiesen                                                 |                          | 5                  | 92                 | Sin semifinal               | Sin semifinal               |            |
| 1996 | Kun med dig (Solo contigo)                                            | Dorte Andersen y Martin Loft   | Jascha Richter Keld Heick                                                   |                          | No se clasificó    | No se clasificó    | 25                          | 22                          |            |
| 1997 | Stemmen i mit liv (La voz de mi vida)                                 | Kølig Kaj                      | Lars Pedersen Thomas Lægård                                                 |                          | 16                 | 25                 | Sin semifinal               | Sin semifinal               |            |
| 1997 | No se celebró                                                         | No se celebró                  | No se celebró                                                               | No se celebró            | No se celebró      | No se celebró      | No se celebró               | No se celebró               |            |
| 1999 | Denne gang (Esta vez)                                                 | Michael Teschl y Trine Jepsen  | Ebbe Ravn                                                                   | This Time I Mean It      | 8                  | 71                 | Sin semifinal               | Sin semifinal               |            |
| 2000 | Smuk som et stjerneskud (Bella como una estrella fugaz)               | Olsen Brothers                 | Jørgen Olsen                                                                | Fly on the Wings of Love | 1                  | 195                | Sin semifinal               | Sin semifinal               |            |
| 2001 | Der står et billede af dig på mit bord (Hay una foto tuya en mi mesa) | Rollo & King                   | Søren Poppe Thomas Brekling Stefan Teilmann Laub Nielsen                    | Never Ever Let You Go    | 2                  | 177                | Sin semifinal               | Sin semifinal               |            |
| 2002 | Vis mig hvem du er (Enséñame quién eres)                              | Malene Mortensen               | Michael Ronson                                                              | Tell Me Who You Are      | 24                 | 7                  | Sin semifinal               | Sin semifinal               |            |
| 2003 | No se celebró                                                         | No se celebró                  | No se celebró                                                               | No se celebró            | No se celebró      | No se celebró      | No se celebró               | No se celebró               |            |
| 2004 | Sig det' løgn (Dime que es una mentira)                               | Thomas Thordarsson             | Ivar Lind Greiner Iben Plesner                                              | Shame on You             | No se clasificó    | No se clasificó    | 13                          | 56                          |            |
| 2005 | Tænder på dig (Excitado por ti)                                       | Jakob Sveistrup                | Andreas Mørck Jacob Launbjerg                                               | Talking to You           | 9                  | 125                | 3                           | 185                         |            |
| 2006 | Twist of love (Giro de amor)                                          | Sidsel Ben Semmane             | Niels Drevsholt                                                             |                          | 18                 | 26                 | Clasificado automáticamente | Clasificado automáticamente |            |
| 2007 | Drama queen (Exagerado)                                               | DQ                             | Simon Munk Peter Andersen                                                   |                          | No se clasificó    | No se clasificó    | 19                          | 45                          |            |
| 2008 | All Night Long (Durante toda la noche)                                | Simon Mathew                   | Jacob Launbjerg Svend Gudiksen Nis Bøgvad                                   |                          | 15                 | 60                 | 3                           | 112                         |            |
| 2009 | Believe again (Volver a creer)                                        | Niels Brinck                   | Lars Halvor Jensen Martin Møller Larsson Ronan Keating                      |                          | 13                 | 74                 | 8                           | 69                          |            |
| 2010 | In a moment like this (En un momento así)                             | Chanée & N'evergreen           | Thomas G:son Henrik Sethsson Erik Bernholmis                                |                          | 4                  | 149                | 5                           | 101                         |            |
| 2011 | New tomorrow (Nuevo mañana)                                           | A Friend in London             | Lise Cabble Jakob Glæsner                                                   |                          | 5                  | 134                | 2                           | 135                         |            |
| 2012 | Should've known better (Debería haberlo sabido)                       | Soluna Samay                   | Chief 1 Remee S. Jackman Amir Sulaiman Isam Bachiri                         |                          | 23                 | 21                 | 9                           | 63                          |            |
| 2013 | Only Teardrops (Solo lágrimas)                                        | Emmelie de Forest              | Lise Cabble Julia Fabrin Jakobsen Thomas Stengaard                          |                          | 1                  | 281                | 1                           | 167                         |            |
| 2014 | Cliché love song (Típica canción de amor)                             | Basim                          | Lasse Lindorff Kim Nowak-Zorde Daniel Fält Basim                            |                          | 9                  | 74                 | Anfitrión                   | Anfitrión                   |            |
| 2015 | The Way You Are (Tu forma de ser)                                     | Anti Social Media              | Remee S. Jackman Chief 1                                                    |                          | No se clasificó    | No se clasificó    | 13                          | 33                          |            |
| 2016 | Soldiers of Love (Soldados del amor)                                  | Lighthouse X                   | Søren Bergendal Johannes Nyma                                               |                          | No se clasificó    | No se clasificó    | 17                          | 34                          |            |
| 2017 | Where I Am (Donde estoy)                                              | Anja Nissen                    | Anja Nissen Angel Tupai Michael D'Arcy                                      |                          | 20                 | 77                 | 10                          | 101                         |            |
| 2018 | Higher Ground (Tierras altas)                                         | Rasmussen                      | Niclas Arn Karl Eurén                                                       |                          | 9                  | 226                | 5                           | 204                         |            |
| 2019 | Love Is forever (El amor es para siempre)                             | Leonora                        | Lise Cabble Melanie Wehbe Emil Rosendal Lei                                 |                          | 12                 | 120                | 10                          | 94                          |            |
| 2020 | Yes (Sí)                                                              | Ben & Tan                      | Emil Lei Jimmy Janson Linnea Deb                                            | Festival cancelado       | Festival cancelado | Festival cancelado | Festival cancelado          | Festival cancelado          |            |
| 2021 | Øve os på hinande (Practicar el uno con el otro)                      | Fyr og Flamme                  | Laurits Emanuel Pedersen                                                    |                          | No se clasificó    | No se clasificó    | 11                          | 89                          |            |
| 2022 | The Show (El espectáculo)                                             | Reddi                          | Chief 1 Ihan Haydar Julia Fabrin Remee Jackman Siggy Savery                 |                          | No se clasificó    | No se clasificó    | 13                          | 85                          |            |
| 2023 | Breaking My Heart (Rompiendo mi corazón)                              | Reiley                         | Bård Mathias Bonsaksen Hilda Stenmalm Rani Petersen Sivert Hjeltnes Hagtvet |                          | No se clasificó    | No se clasificó    | 14                          | 6                           |            |
| 2024 | Sand (Arena)                                                          | Saba                           | Jonas Thander Melanie Wehbe Pil Jeppesen                                    |                          | No se clasificó    | No se clasificó    | 12                          | 36                          |            |
| 2025 | Hallucination (Alucinación)                                           | Sissal                         | Stéphanie Surrugue Sara Bro                                                 |                          | 23                 | 47                 | 8                           | 61                          |            |